# Max Giesinger
Max Giesinger (ur. 3 października 1988 w Waldbronn) – niemiecki piosenkarz oraz autor tekstów piosenek. W lutym 2012 roku zajął czwarte miejsce w pierwszej edycji programu The Voice of Germany.

## Życiorys
Giesinger pochodzi z Busenbach w gminie Waldbronn, w powiecie Karlsruhe. W wieku 13 lat rozpoczął granie w swoim pierwszym zespole o nazwie Deadly Punks. Jako dwudziestolatek oprócz zajęć szkolnych występował jako członek w Bud Spencer Group, Sovereign Point oraz jako solista pod pseudonimem Maxville, dając 70 koncertów w ciągu roku. Po zdaniu matury w gimnazjum w Karlsbad wyjechał na program „Zwiedzaj i Pracuj” do Australii i Nowej Zelandii, gdzie występował jako artysta uliczny.
Od 2006 roku na oficjalnym kanale YouTube artysty ukazywały się filmy z coverami różnych artystów, jak również utwory własnego autorstwa.
W 2011 roku wziął udział w castingu do programu The Voice of Germany, gdzie przy wsparciu trenera Xaviera Naidoo dotarł do finału, w którym 10 lutego 2012 roku zajął czwarte miejsce. Wydany niedługo po tym utwór „Dach der Welt” osiągnął czternaste miejsce na liście najpopularniejszych singli w Niemczech. W tym samym roku odbyła się jego pierwsza trasa koncertowa po Niemczech obejmująca dwanaście miast. W 2013 roku ukazał się minialbum Unser Sommer oraz odbyła się kolejna trasa koncertowa „In dieser Stadt”.
Po tym jak zakończył współpracę ze swoją wytwórnią, w lutym 2014 roku rozpoczął zbiórkę crowdfundingową, by sfinansować swój pierwszy album. Cel zbiórki został osiągnięty w ciągu 24 godzin. Debiutancki album zatytułowany Laufen lernen wydał dzięki własnej pracy oraz przy wsparciu wytwórni Rent a Record Company.
Drugi album studyjny Der Junge, der rennt został wydany przez wytwórnię BMG. Po wydaniu singla „80 Millionen” album awansował na 20. miejsce najpopularniejszych albumów w Niemczech. Z okazji Mistrzostw Europy w Piłce Nożnej 2016 utwór został wydany w nowej wersji, a krążek awansował na drugą pozycję najpopularniejszych albumów. 16 września 2016 roku ukazał się drugi singel z albumu pt. „Wenn sie tanzt”, który osiągnął 9. miejsce wśród najlepiej sprzedających się singli w Niemczech.

## Dyskografia

### Albumy
- Unser Sommer EP (2013)
- Laufen lernen (Motor Music, 2014)
- Der Junge, der rennt (BMG, 2016)

### Single
- „Fix You” (2012)
- „I’ll Be Waiting” (2012)
- „Vom selben Stern” (2012)
- „Dach der Welt” (2012)
- „Unser Sommer” (2013)
- „Irgendwas mit L” (2014)
- „Kalifornien” (2014)
- „80 Millionen” (2016)
- „Wenn sie tanzt” (2016)